# Arbitrage prudentiel
 (janvier 2023).
Si vous disposez d'ouvrages ou d'articles de référence ou si vous connaissez des sites web de qualité traitant du thème abordé ici, merci de compléter l'article en donnant les références utiles à sa vérifiabilité et en les liant à la section « Notes et références ».
On parle d'arbitrage prudentiel lorsqu'une institution soumise à un contrôle prudentiel arbitre son risque réel et sa position règlementaire.

## Définition
L'expression est apparue pour désigner l'arbitrage, par une banque, de son risque de crédit réel par comparaison à son risque prudentiel tel que déterminé dans le cadre de l'application du ratio Cooke mis en place par les premières recommandations du Comité de Bâle.
Le mécanisme en est le suivant : les banques étant indifféremment tenues de maintenir un ratio de 8 % de fonds propres pour un crédit quelconque (abstraction faite des pondérations spéciales), la quantité de crédits produite par une banque est limitée par le montant de ses fonds propres.
Afin d'optimiser la rentabilité de ceux-ci, la banque est alors induite[pas clair] à augmenter le niveau de risque réel, et donc la rémunération, de son portefeuille crédit.
À la limite, une banque aurait avantage[non neutre] à céder la totalité de la partie la moins risquée de son portefeuille (qui sera donc en principe la moins rémunératrice) contre un portefeuille de crédits très risqués mais très rémunérateurs, le tout sans impact sur la situation de son ratio Cooke.
En 1998, Alan Greenspan a souligné le fait qu'un contrôle prudentiel qui n'a pas une approche discriminante du risque de crédit avait pour effet une augmentation générale des risques dans le système bancaire, reproche classique adressé au premier Accord de Bâle que le second Accord devrait résoudre.